# Marc Sourd
Pas d'image ? Cliquez ici
Marc Sourd, né le 27 avril 1946 dans le 3e arrondissement de Lyon, est un pilote français. Il a été champion de France de la montagne et champion de France de Supertourisme.
Il continue la compétition en participant en 2012 au Championnat d'Europe FIA GT3. En 2013, il participera aux courses d'endurance (BlancPain Endurance Series) avec une Audi R8 LMS Ultra dans l'écurie Saintéloc.

## Palmarès
- Coupe de France Renault 12 Gordini
  - Champion en 1971
  - 7 victoires en 1971[3]

- Championnat d'Europe de Formule Renault
  - 5 victoires en 1974 et 1975[4]

- Championnat de France de la Montagne
  - Champion en 1981

- Championnat de France de Supertourisme
  - Champion en 1992 sur une Audi 80 Quattro de l'écurie ROC Compétition
  - 16 victoires entre 1977 et 1992[5]

- Championnat de France FFSA GT
  - 11 victoires entre 1998 et 2010

- Championnat d'Europe FIA GT3
  - 1 victoire en 2012 à Nogaro sur une Audi R8 LMS de l'écurie Saintéloc Racing

### Victoires notables(championnat d'Europe de la montagne[6])
- Course de côte St Ursanne / Les Rangiers (Suisse): 1979 (martini Mk 28 ROC), 1982 (Martini ROC), et 1984 (Martini Mk 43);
- Course de côte Puig Major (Espagne): 1979 (Martini ROC);
- Course de côte Ampus-Draguignan: 1981 (Martini Mk 31 ROC);
- Course de côte du Mont-Dore: 1981 (Martini Mk 31 ROC).

## Résultats aux 24 Heures du Mans
| Année | Voiture        | Équipe                              | Équipiers                                | Résultat |
| ----- | -------------- | ----------------------------------- | ---------------------------------------- | -------- |
| 1977  | WM P77         | WM A.E.R.E.M.                       | Xavier Mathiot                           | Abandon  |
| 1978  | WM P78         | WM A.E.R.E.M. / Team Esso Aseptogyl | Xavier Mathiot / Christian Debias        | Abandon  |
| 1979  | Chevron B36    | Racing Organisation Course (ROC)    | Florian Vetsch / Robert Carmillet        | Abandon  |
| 1980  | Lola T298      | ROC - Société Yacco                 | Bernard Verdier (de)                     | Abandon  |
| 1995  | McLaren F1 GTR | BBA Compétition                     | Jean-Luc Maury-Laribière / Hervé Poulain | 13e      |